# Terier australijski
Terier australijski – jedna z ras psów, należąca do grupy terierów, zaklasyfikowana do sekcji terierów krótkonożnych. Nie podlega próbom pracy.

## Rys historyczny
Terier australijski pochodzi najprawdopodobniej od psów przywiezionych do Australii przez osadników ze Szkocji i północnej Anglii – z krzyżowań cairn terriera, Yorkshire teriera, skye terriera, norwich terriera i Dandie Dinmont terriera. Po cairn terrierze rasa odziedziczyła twardą sierść, po yorkshire terrierze niebieskie podpalane umaszczenie i niewielkie rozmiary. Teriera australijskiego zaprezentowano po raz pierwszy na wystawie psów w 1880 roku w Melbourne. Rasa szybko zyskała popularność z uwagi na przydatność w tępieniu królików, szczurów i węży. W Wielkiej Brytanii uznana została w roku 1936, w Kanadzie w 1938. 

## Zachowanie i charakter
Psy tej rasy dobrze znoszą warunki miejskie, są czujne i niehałaśliwe, o średnim stopniu dominacji, pewne siebie, ale na ogół spokojne. Aktywne i tolerancyjne wobec zwierząt domowych takich jak psy i koty, mniejsze (jak króliki lub szczury) mogą budzić w nich instynkty myśliwskie. Łatwe w prowadzeniu, nadają się również dla osób starszych, niepełnosprawnych lub mających małe dzieci. Terier australijski raczej nie sprawdzi się jako pies stróżujący.

## Wygląd

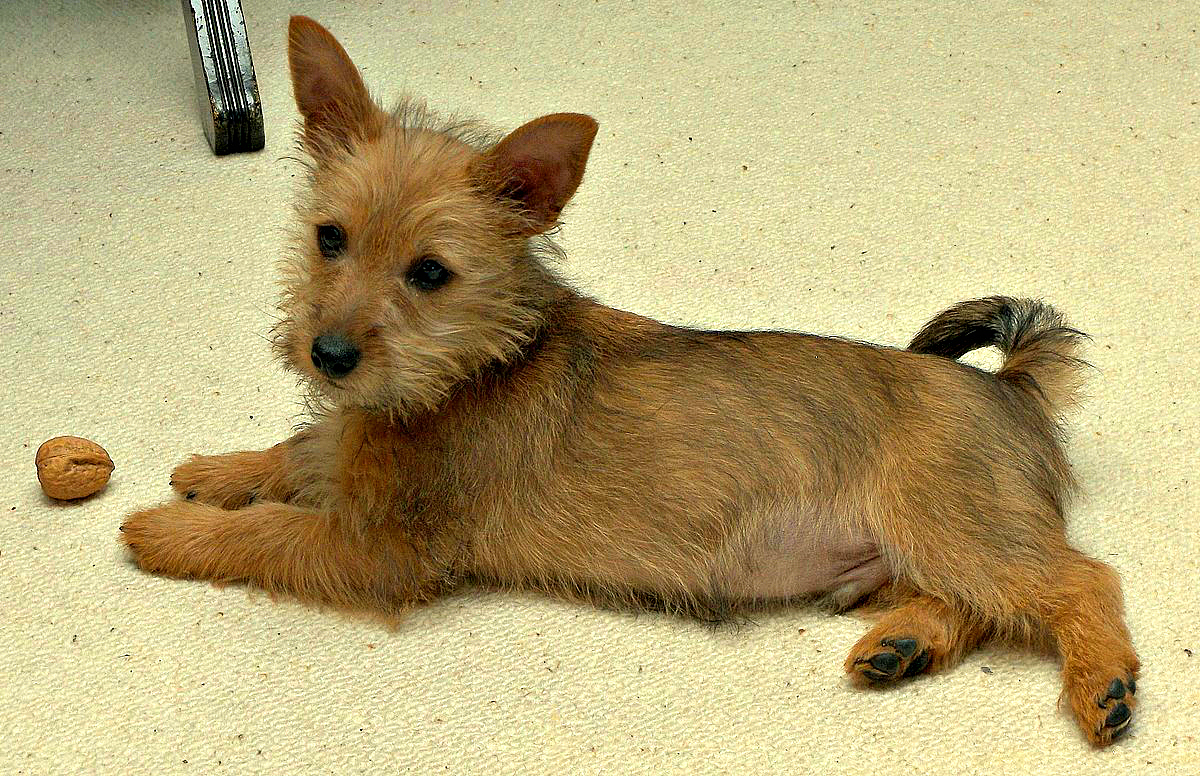
Dwunastotygodniowy przedstawiciel rasy terier australijski

Czaszka: długa, mocna, z lekkim stopem.
Uszy: małe, stojące, osadzone wysoko, dość szeroko rozstawione.
Oczy: małe, ciemne.
Nos: czarny.
Wargi: zwarte, ciemnobrązowe.
Kufa: mocna, tej samej długości co mózgoczaszka.
Szyja: długa, mocna.
Linia grzbietu: pozioma, mocna.
Tułów: mocny, dobrze związany.
Okrywa włosowa: prosta, ostra.
Klatka piersiowa: umiarkowanie głęboka, sięga nieznacznie poniżej łokci.
Przednie nogi: proste, równoległe, lekko owłosione.
Tylne nogi: mocne, dobrze umięśnione uda.
Łapy: małe, zwarte, palce dobrze wysklepione.
Pazury: krótkie, czarne, mocne.
Ogon: wysoko osadzony i noszony.
Umaszczenie: niebieskie, podpalane rudo lub piaskowo.

## Pielęgnacja i zdrowie
Sierść teriera australijskiego jest łatwa w pielęgnacji i nie wymaga przycinania, poza włosami rosnącymi w uszach i wokół oczu. Należy szczotkować ją kilka razy w tygodniu i kąpać psa nie częściej niż raz na miesiąc. Najbardziej typowe dla rasy schorzenia to przemieszczenia rzepki, problemy ze stawami i dolegliwości skórne.

## Popularność w Polsce
Terier australijski jest rasą mało popularną w Polsce.